# 1155 Aënna
1155 Aënna este un asteroid din centura principală, descoperit pe 26 ianuarie 1928, de Karl Reinmuth.